# Paul Barnes (graphiste)
Paul Barnes, né en 1970 à Harlow au Royaume-Uni, est un graphiste et créateur de caractères britannique.

## Parcours
Après des études à l'université de Reading, il a émigré en 1992 aux États-Unis pour travailler avec Roger Black, de Font Bureau. En 1995, il retourne à Londres pour travailler à son compte.
Il a travaillé avec de grandes entreprises, sur des logos comme ceux de Givenchy et d'American Broadcasting Company, avec des groupes musicaux anglais comme Joy Division, New Order, et Electronic, a dessiné le logo de Kate Moss avec Peter Saville. Il a créé des typographies pour des journaux, comme The Guardian (avec Christian Schwartz).

## Distinctions honorifiques
En septembre 2006, il a été nommé comme un des designers de moins de 40 ans les plus influents par Wallpaper* et, en septembre 2007, The Guardian l'a choisi comme un des deux meilleurs designers de Grande-Bretagne.

## Caractères créés par Paul Barnes
- Brunel (1996)
- Stephenson Sans (2001)
- Ironbridge (2002)
- Pagan Poetry (2002)
- Austin (2003)
- Stockholm (2004)
- Dala Floda (2005)
- Guardian Egyptian (2005), avec Christian Schwartz
- Marian (2005)